# Парадајс Хилс (Њу Мексико)
Парадајс Хилс (енгл. Paradise Hills) насељено је место без административног статуса у америчкој савезној држави Њу Мексико.

## Демографија
По попису из 2010. године број становника је 4.256.
| Група             | 2000.    | 2010.         |
| Белци             | 0 (0,0%) | 2.318 (54,5%) |
| Афроамериканци    | 0 (0,0%) | 84 (2,0%)     |
| Азијати           | 0 (0,0%) | 50 (1,2%)     |
| Хиспаноамериканци | 0 (0,0%) | 1.600 (37,6%) |
| Укупно            | 0        | 4.256         |